# Aspergillus hubkae
Aspergillus hubkae je vřeckovýtrusná houba nalezená v lidských plicích ze skupiny černých aspergilů. Objevena byla v roce 2022 a popsána v roce 2024. Dosud se s ní vědci setkali jen jednou u jednoho pacienta, je tak stále málo prozkoumaná.

## Objev
Na houbu narazili vědci z Nizozemska a Íránu u íránského pacienta se sníženou imunitou, který trpěl tuberkulózou a závislostí na opiu. Po prozkoumání zjistili odlišnosti od známých druhů aspergilů a určili houbu jako nový druh, nejbližším příbuzným je Aspergillus brasiliensis.
Houbu následně tento tým vědců pojmenoval na počest Víta Hubky, mikrobiologa z Mikrobiologického ústavu Akademie věd ČR, který se za posledních 12 let podílel na objevu téměř stovky nových hub, z toho šedesáti právě z rodu Aspergillus, čili česky kropidlák. Toto uznání přišlo v jeho 38 letech, což je poměrně vzácně nízký věk pro takové ocenění.